# 高砂国
高砂国（たかさごこく）は、16世紀から19世紀頃の日本で用いられていた台湾の別名。

## 解説
安土桃山時代の日本では現在の台湾に当たる場所に高山国（こうざんこく）があると信じられていた。1593年（文禄3年）、豊臣秀吉は高山国に対して朝貢を求める書状を長崎の原田孫七郎に託したが「高山国」に当たる国が見つからなかったため失敗に終わっている。なお「高山国」の読みについてはバークレー美術館が所蔵する『世界図屏風』に「たかさんこく」との表記が見られる。1627年（寛永4年）には浜田弥兵衛が島民16名を連れて将軍・徳川家光に拝謁を求め、代表者の理加と名乗る島民が「高山国使節」として非公式ながら将軍に拝謁している（タイオワン事件も参照）。
これに前後して、江戸時代初期からは「高山国」と同様に台湾を指す名称として「高砂国」が使われるようになった。京都市左京区の金地院が所蔵する「異国渡海御朱印帳」では「高砂国」の表記に「タカサグン」の読み仮名が振られているのが確認できる。「タカサグン」は現地語の発音を転写したものとみられ、一例として有馬晴信の書状には「たかさくん」「たかさくん国」「たかさくん人」の用例が複数確認されているが、この「タカサグン」に播磨国加古郡や陸奥国宮城郡など日本に既存の地名であった「高砂」が音韻の相似から当てられるようになったと考えられている。
「タカサグン」の由来については諸説あり、高雄市にある寿山の旧称「打鼓山」に由来すると言う説や、台北帝国大学を創立した幣原坦の提唱による平埔族（特定の民族を指す固有名でなく、台湾島の平野部に居住する複数の民族の総称）の集落であった打狗社（後の高雄市）に由来するのではないかと言う説がある。1713年（正徳3年）刊の『和漢三才図会』では「和用高砂字」として現地の発音に日本で「高砂」の当て字を行った旨の注釈がある。
台湾は日清戦争を経て1895年（明治28年）の下関条約で清から大日本帝国に割譲され、日本の外地となった。この頃には清の統治下で台湾に入植した漢民族が台湾の多数派住民となっていたが、漢民族の入植以前から台湾島に居住していた台湾原住民の諸民族は生蕃（せいばん）と呼ばれていた。しかし、元来「蕃」は「蛮」と同義の蔑称としての意味合いが強い用字のため、1935年（昭和10年）に秩父宮雍仁親王の要請で高砂族（たかさごぞく）に改称されている。日本統治下ではこの他にも高砂麦酒（zh）や神戸港 - 基隆港間に就航していた客船・高砂丸などの名称に「高砂」が採られていた。また、基隆市、台中市、台南市など複数の都市では高砂国を由来として「高砂町」の町名が新設されたが、いずれの町名も1945年（昭和20年）に第二次世界大戦で日本が敗れて台湾の領有を放棄したことに伴い廃止されている。